# Cảnh vệ (phim)
Cảnh vệ (tiếng Nga: Караул) là một bộ phim tâm lý của đạo diễn Aleksandr Rogozhkin, ra mắt lần đầu năm 1989. Phim đoạt Giải Alfred Bauer tại Liên hoan phim quốc tế Berlin lần thứ 40 (năm 1990). Bộ phim được quay hoàn toàn trong màu nâu đỏ.

## Nội dung
Bộ phim dựa trên câu chuyện có thật của một người cảnh vệ Liên Xô (lực lượng bán quân sự bảo vệ an ninh, tương tự Hiến binh), người đã giết chết toàn bộ đơn vị của mình như là một kết quả của hủ tục ra mắt đồng đội tàn bạo. Cốt truyện xảy ra chủ yếu trên đoàn tàu lửa đang vận chuyển tù nhân được bảo vệ bởi một đơn vị lính nghĩa vụ cảnh vệ.

## Diễn viên
- Aleksey Buldakov... Paromov
- Sergey Kupryanov... Andrey Iveren
- Aleksey Poluyan... Nikolai Mazur
- Aleksandr Smirnov... Binh nhì Khaustov
- Taras Denisenko... Boris Korchenuk
- Vasily Domrachyov... Binh nhì Nishchenkin
- Andrey Zertsalov
- Renat Ibragimov... Ibragimov
- Dmitry Iosifov... Aleksey Zhokhin
- Valery Kravchenko
- Aleksey Zaytsev